# Street Dogs
Street Dogs ist eine Punk-Band aus der US-amerikanischen Stadt Boston.

## Geschichte
Nachdem Mike McColgan 1998 die Folk-Punk-Band Dropkick Murphys verlassen hatte, gründete er vier Jahre später mit einem Bassisten, einem Gitarristen und einem Schlagzeuger die Band „Street Dogs“. In der Urbesetzung aus dem Jahr 2002 spielte auch Jeff Erna, der erste Schlagzeuger der Dropkick Murphys.
Über CMH/Crosscheck Records wurde 2003 ihr Debüt Savin Hill veröffentlicht, mit einer Mischung aus Punk, Folk oder auch Reggae, die sich auch in allen weiteren Veröffentlichungen der Band widerspiegelt.
Zwei Jahre später folgt das Album Back to the World, das auf Brass Tacks Records veröffentlicht wurde, deren Inhaber die Bandmitglieder sind. Auf diesem Album ist Marcus Hollar anstatt Rob Guidotti an der Gitarre vertreten. Außerdem spielte auf diesem Album Joe Sirois, der ehemalige Drummer von The Mighty Mighty Bosstones anstatt von Jeff Erna.
Nur ein Jahr später wurde nach der Verpflichtung des jungen Gitarristen Tobe Bean III das Album Fading American Dream veröffentlicht. Danach wechselte Schlagzeuger Joe Sirois wieder zu seiner ursprünglichen Band, und Paul Rucker stieg am Schlagzeug ein.
Im Jahre 2008 wurde das Album State of Grace via Hellcat Records herausgebracht. Es beinhaltet mehr traditionell-irische Anleihen, als die noch mehr auf Streetpunk fokussierten Alben zuvor.
Schließlich ist 2010 das wohl vielseitigste Album Street Dogs auf Hellcat Records erschienen. Dieses Album kann als Zusammenstellung aller musikalischen sowie inhaltlichen Themen der Street Dogs gesehen werden.
Die Band gab für das Jahr 2020 ihre Auflösung bekannt.
Nach fünf Jahren der Abstinenz gaben die Street Dogs 2025 ihr Comeback.

## Stil
Die Songtexte sind nicht so deutlich an der Arbeiterklasse orientiert wie die Texte der Dropkick Murphys, sie handeln meist von Freundschaft und Zusammenhalt.

## Diskografie
- 2003: Savin Hill (Crosscheck Records)
- 2005: Back to the World (Bass Tack Records/DRT Entertainment)
- 2006: Fading American Dream (DRT Entertainment)
- 2008: State of Grace (Hellcat Records)
- 2010: Street Dogs (Hellcat Records)
- 2018: Stand for Something or Die for Nothing (Century Media)

## Belege
1. ↑  Chartquellen: DE US
2. ↑  Street Dogs geben Auflösung bekannt. awayfromlife.com, 14. Februar 2020; abgerufen am 21. März 2020.
3. ↑  Simon Hereth: STREET DOGS kehren zurück auf Europa-Tour. 29. März 2025, abgerufen am 14. Mai 2025.